# 景鶴山
景鶴山（けいづるやま）は、尾瀬ヶ原の北に存在する標高2,004mの山である。群馬県利根郡片品村と新潟県魚沼市の境界に存在し、日本三百名山とぐんま百名山に指定されている。また山の南側は尾瀬国立公園に指定されている
この山はもともと、登山道がなかったために、密生しているササをかき分けて斜面を這いずるようにして登らねばならなかった。この「這いずる」というものが訛って「へえずる」となりやがて「けいずる」となったことから景鶴山となったと伝えられている。
一度は登山道も拓かれ、多くのガイド本でも紹介され、笹ヤブが雪に隠れる季節などにはスキー登山などのために登ることができていた。しかし2013年時点では登山道も廃道になり、さらにそもそも土地所有者の尾瀬林業が入山を認めていないため登山は一切できず、その山体を尾瀬から眺めることしかできない状況となっている。

## ギャラリー

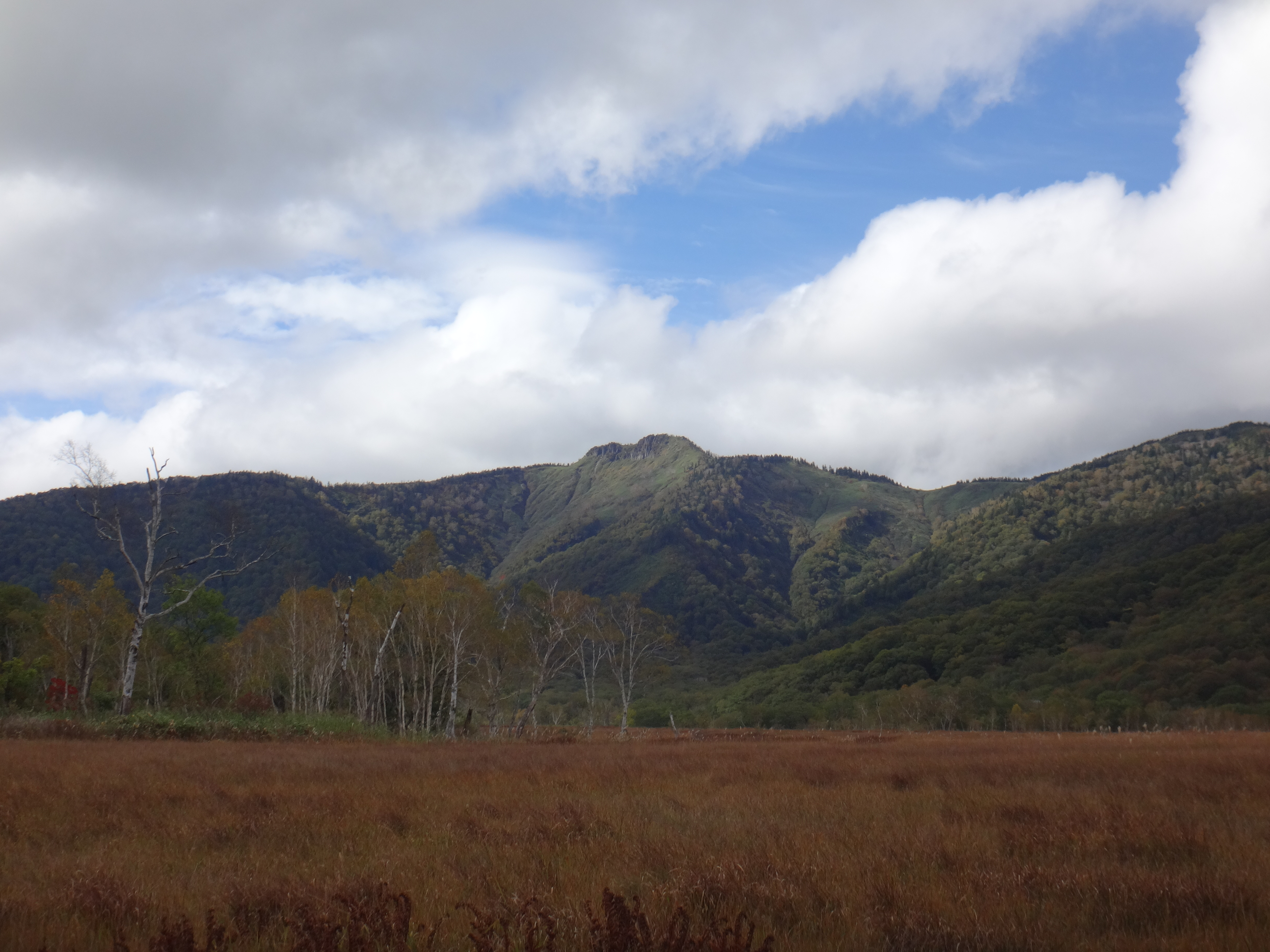
尾瀬ヶ原からの景鶴山
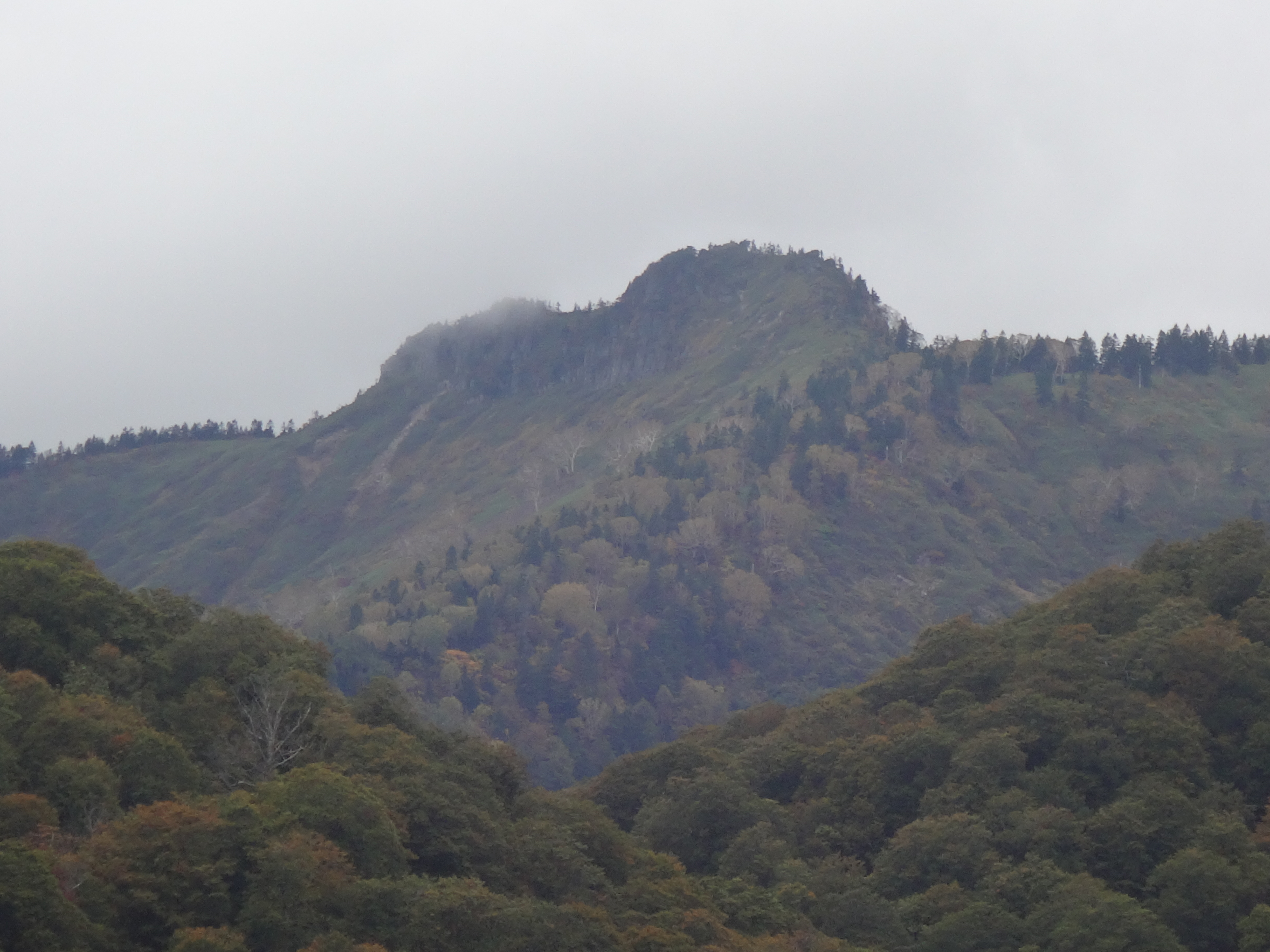
山頂部拡大